# Peer Fischer
Peer Fischer (n. 1972, Augsburgo) es un físico alemán actualmente trabajando en el Instituto Max Planck para Sistemas Inteligentes y como profesor en la Universidad de Stuttgart.

## Vida y Trabajo
Peer Fischer recibió su título de físico de la Escuela Imperial de Londres (Imperial College London). Realizó su Doctorado en Ciencias Exactas con A. David Buckingham en la universidad de Cambridge. Fue investigador becado postdoctoral de la DAAD (NATO) en la Universidad de Cornell y más adelante obtuvo una posición como investigador junior en el Instituto Rowland de la Universidad de Harvard, donde fue director de un laboratorio independiente por cinco años.
En el 2009 fundó un laboratorio de fotónica en el Instituto Fraunhofer para técnicas de medidas físicas (Fraunhofer Institute Physical Measurement Techniques) en Friburgo, Alemania, por medio de un Attract Award (premio de atracción) de la sociedad Fraunhofer. En el 2011 se trasladó al Instituto Max Planck para sistemas inteligentes en Stuttgart, donde lidera desde entonces el grupo de investigación independiente llamado laboratorio de sistemas micro, nano y moleculares. (Micro, Nano and Molecular Systems Lab). Desde 2013 es profesor del Instituto de fisicoquímica en la Universidad de Stuttgart.
Peer Fischer es miembro del centro para ciencia nano-molecular y tecnología de Max Planck – EPFL (Center for Molecular Nanoscience and Technology) y de la red de investigación para sistemas de aprendizaje con la ETH Zürich (Research Network on Learning Systems).
Es miembro de la Royal Society of Chemistry (sociedad real de química) y miembro fundador del consejo editorial de la publicación AAAS science robotics.

## Honores
World Technology Award 2016